# Little Red Rooster
“Little Red Rooster” er en bluessang skrevet af Willie Dixon og først indspillet af Howlin' Wolf i 1962. Den blev især kendt af et bredere publikum, da The Rolling Stones udgav den som single i 1964.

## Howlin' Wolf version
Howlin' Wolf indspillede sangen som single med "Shake For Me" som b-side for pladeselskabet Chess Records i 1962. Den var også at finde på hans andet album Howlin' Wolf, indspillet i juni 1961 i Chicago med Howlin' Wolf selv (sang og mundharmonika), Johnny Jones (klaver), Hubert Sumlin (guitar), Willie Dixon (bas) og Sam Lay (trommer).

## The Rolling Stones version
Da sangen blev genindspillet af The Rolling Stones, opnåede den en førsteplads på UK singles chart den 3. december 1964, hvor den blev liggende i en uge.  ”Little Red Rooster” var bandets sidste bluescover, der blev udgivet som single. I USA blev den boykottet af radiostationerne på grund af de seksuelle undertoner i teksten; resultatet var, "Heart of Stone" blev udgivet som single i stedet for. 
Sangen blev udgivet på albummet The Rolling Stones, Now!. Den findes desuden også som liveversion på Love You Live og Flashpoint og på opsamlingsalbummet Singles Collection: The London Years.
Besætningen på nummeret er: Mick Jagger (sang), Brian Jones (slide guitar og harpe), Keith Richards (guitar), Charlie Watts (trommer) og Bill Wyman(bas) 

## Andre Cover
Derudover er sangen også blevet genindspillet af mange andre kunstnere, som for eksempel Canned Heat, Sam Cooke, The Yardbirds, Grateful Dead og The Doors.

### Fodnote
1. ↑  Little Red Rooster by The Rolling Stones Songfacts
2. ↑  Little Red Rooster – Rolling Stones